# Alva Myrdal
Alva Reimer Myrdal (Uppsala, Suècia, 31 de gener de 1902 - Estocolm, 1 de febrer de 1986) fou una sociòloga, política i diplomàtica sueca, ministra del govern, autora de diversos llibres i guardonada amb el Premi Nobel de la Pau el 1982 juntament amb el mexicà Alfonso García Robles.

## Biografia
Alva Reimer nasqué a la ciutat sueca d'Uppsala. Després de graduar-se a la Universitat d'Estocolm en Sociologia i Pedagogia, centra els seus estudis en com la societat podria ser millor ensenyant a les persones a viure d'una manera diferent i va enfocar els eixos de la seva proposta en els nens, les dones i les polítiques de desarmament.
El 1924 es casà amb l'economista Gunnar Myrdal, guanyador del Premi Nobel d'Economia el 1974, i prengué el seu cognom.

## Activitat social i gestió política
Als anys 30 inicià els seus treballs, al costat del seu marit, en favor de la creació d'un estat del benestar al seu país, tradicionalment oblidat pels governs suecs. Els anys 40 entrà en el món de la política amb el Partit Social Demòcrata de Suècia.
A partir dels anys 40 s'implicà en la lluita mundial per l'estat del benestar, entrant a dirigir la secció destinada a aquests mitjans de les Nacions Unides, i entre 1950 i 1955 fou la presidenta de la secció sociològica de la UNESCO; esdevingué la primera dona a aconseguir una posició tan rellevant en un organisme de les Nacions Unides.
El 1955 fou nomenada ambaixadora sueca a l'Índia, i posteriorment el 1962 fou nomenada diputada al Parlament suec i representant del seu país en les Conferències en favor del desarmament realitzades a Ginebra (Suïssa). El 1967 entrà a formar part del govern com a ministra del Gabinet consultiu per al desarmament, càrrec que va mantenir fins al 1973.

## Premis i reconeixements
El 1982 fou guardonada, al costat del mexicà Alfonso García Robles, amb el Premi Nobel de la Pau pels seus treballs com a delegada de l'Assemblea General de les Nacions Unides per al Desarmament.
També havia rebut al 1970 (juntament amb el seu marit) el Premi de la Pau del Comerç Llibreter Alemany, oficialment i en alemany Friedenspreis des Deutschen Buchhandels, al 1980 el Premi Albert Einstein de la Pau i l'any següent el Premi Jawaharlal Nehru per la comprensió internacional.

## Obra
Entre els diversos llibres que va escriure destaquen:
- 1934: Kris i befolkningsfrågan
- 1941: Nation and family
- 1957: Kvinnans två roller
- 1973: Spelet om nedrustningen